# بيت الحاج زيد (قفل شمر)

تعديل مصدري - تعديل

بيت الحاج زيد هي إحدى قرى عزلة شمرين بمديرية قفل شمر التابعة لمحافظة حجة، بلغ تعداد سكانها 169 نسمة حسب تعداد اليمن لعام 2004.